# Trümmerfrau

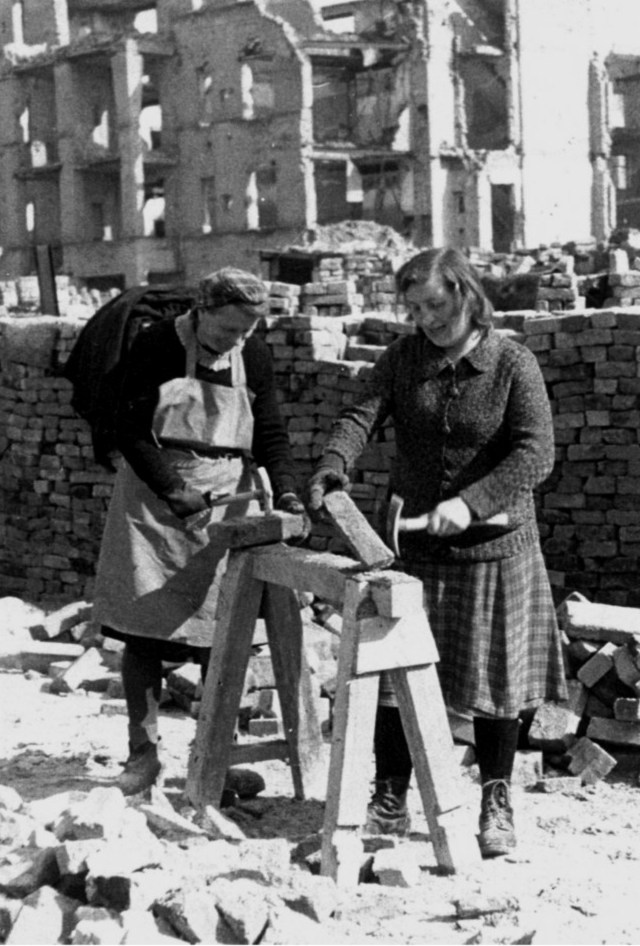
Trümmenfrauen v Berlíně

Trümmerfrau (Trümmer = německy: suť, trosky, Frau = žena) byly ženy, které po druhé světové válce odstraňovaly sutiny z německých a rakouských měst, která byla během války zničena.
Statisticky to byla žena ve věku 15–50 let, vdova s jedním nebo dvěma dětmi (v poválečném Německu žilo o sedm milionů více žen než mužů), kvůli poškozené infrastruktuře často hladověla a cestovala do práce. Kromě toho hledala palivo, měla na sobě vyřazené oblečení a na hlavě šál nebo šátek svázaný uzlem dopředu. Často si opatřovala zásoby na černém trhu, kde vyměňovala hodinky, knihy a šperky za potraviny.

## Práce

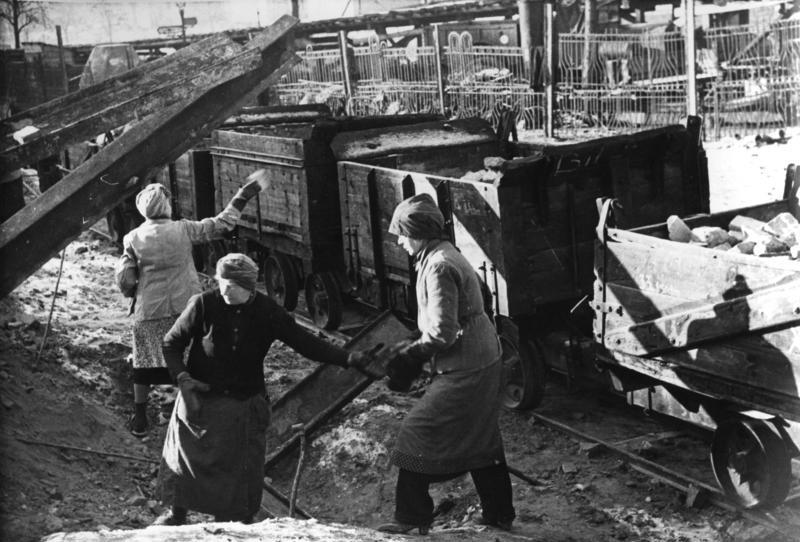
Trümmerfrauen v Berlíně rok 1946

Práce byly obvykle plánovány muži, kteří odpovídali také za technickou stránku prací (demolice stěn, provoz těžké techniky). Po demolici zdi nebo části budovy začaly ženy pracovat, rozebírat části stěn a takto získané cihly byly pomocí zednických kladiv očištěny od malty a uloženy na hromady ve 12 vrstvách po 16 kusech. Horní třináctá vrstva měla 8 cihel. Na jedné hromadě tedy bylo vždy 200 kusů vyčištěných cihel připravených k opětovnému použití.
Na odklízení sutin pracovali muži i ženy, i když na počátku tato práce nebyla dobrovolná. Mimo profesionálů stavebních firem se na odklízení sutin podíleli váleční zajatci a bývalí příslušníci NSDAP. Ženy zde pracovaly také proto, že za práci obdržely potravinové lístky.
Poválečná propaganda z těchto žen utvořila mýtus: ženy, které postavily německá města.